# 艾希貝格山 (穆爾山脈)
47°10′55″N 14°15′22″E / 47.18194°N 14.25611°E
艾希貝格山（德語：Eichberg），是奧地利的山峰，位於該國東南部，由施泰爾馬克州負責管轄，屬於穆爾山脈的一部分，海拔高度1,436米，每年平均降雨量1,759毫米。